# Maserati 6CM

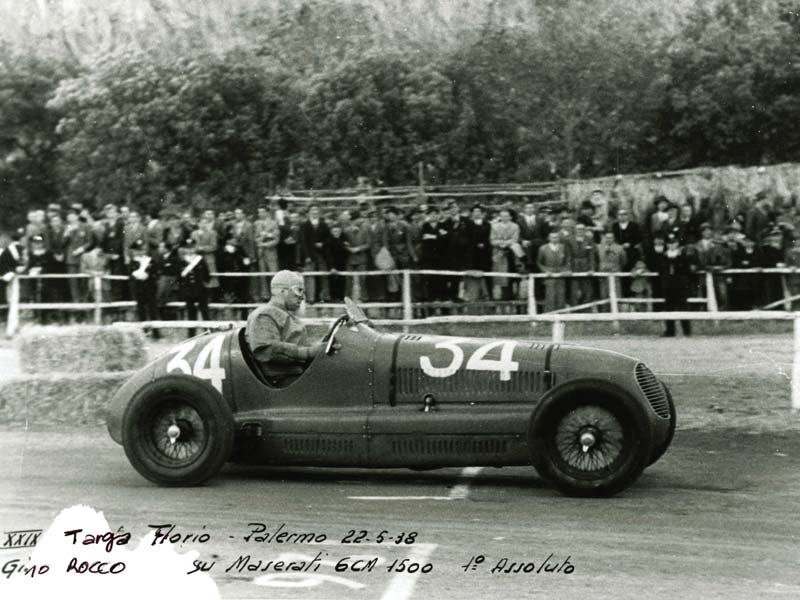
Giovanni Rocco, Targa Florio 1938

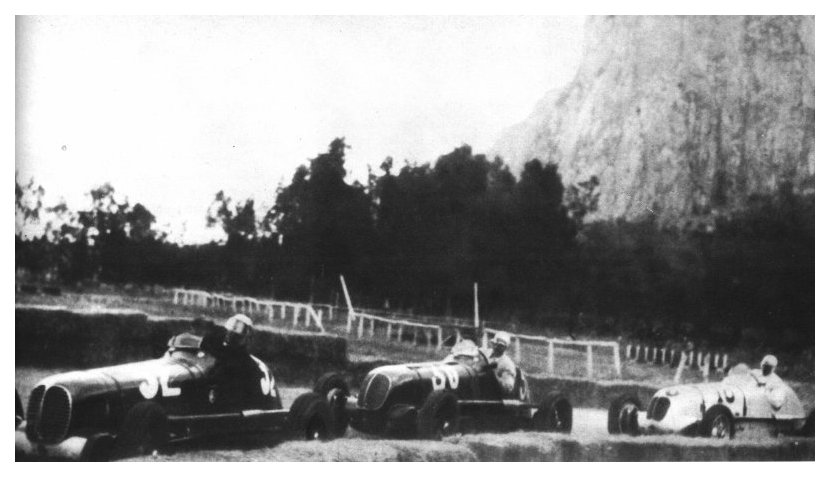
Villoresi (32) in Führung

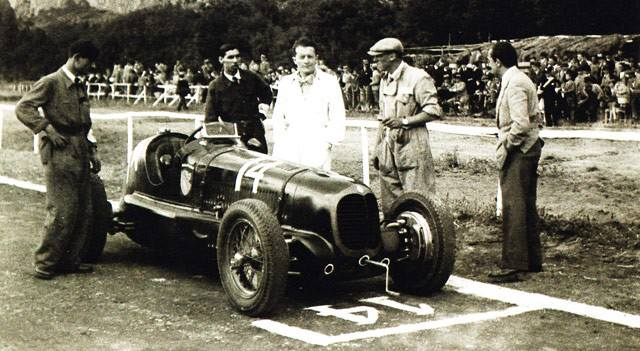
Der 6CM von Ferdinando Righetti, einem Privatfahrer

Der Maserati 6CM, oft auch als Tipo 6CM bezeichnet, ist ein einsitziger Rennwagen (Monoposto), den der italienische Hersteller Maserati zwischen 1936 und 1939 baute und einsetzte. Insgesamt wurden 27 Exemplare (nach anderen Quellen 28) gebaut.

## Name
Der Name dieses Rennwagens setzt sich aus Maserati (dem Namen des Herstellers bzw. des Konstrukteurs), der Zahl 6 (für die Anzahl der Zylinder) und den Kürzeln C (für „Cilindri“/Zylinder) und M (für „Monoposto“/Einsitzer) zusammen.

## Hintergründe
Der Maserati Tipo 6CM wurde 1935 von Ernesto Maserati entwickelt und auf dem Mailänder Autosalon 1936 erstmals vorgestellt. Sein Einsatzgebiet waren die sogenannten, in der zweiten Hälfte der 1930er Jahre immer beliebter werdenden „Voiturette“-Rennen. Voiturettes (dt. „Wägelchen“) war die Bezeichnung für eine Rennwagenkategorie mit Motoren bis 1,5 Liter Hubraum, die unterhalb der Grand-Prix-Klasse angesiedelt war. Im Gegensatz zur Grand-Prix-Klasse war es jedoch keine offiziell von der AIACR verabschiedete Rennformel. Die zunehmende Dominanz der deutschen Silberpfeile von Mercedes-Benz und Auto Union in der Grand-Prix-Klasse hatte dazu geführt, dass sich vor allem die zahlreichen privaten Rennställe der 1,5-Liter-Klasse zuwendeten, in der sie mit vergleichsweise kostengünstigen, in größerer Stückzahl zum Beispiel von Maserati oder ERA produzierten Rennwagen für gut gefüllte Teilnehmerfelder und spannende Rennverläufe sorgten.

## Technik
Der Maserati 6CM war mit einem Reihensechszylindermotor ausgestattet, der mit zwei obenliegenden Nockenwellen, 55ASI-Weber-Vergasern und einem Roots-Kompressor eine Leistung von anfangs (1936) 155 PS bis zu 175 PS (128,7 kW) in der letzten Ausbaustufe 1939 lieferte. Direkt an den Motor angeschraubt war ein Vierganggetriebe.
Herausragendes Merkmal war jedoch das fortschrittliche neue Chassis. Zwar basierte es in seiner Grundkonstruktion noch auf dem Stahlrohr-Kastenrahmen des inzwischen veralteten Vorgängers Maserati 4CM, hatte jedoch als erstes Modell dieser Klasse vordere Einzelradaufhängung mit Doppelquerlenkern, die vom Grand-Prix-Typ Maserati V8RI übernommen wurde und gegenüber den Konkurrenten eine bessere Straßenlage verschaffte.
Die Drehstabfedern der Aufhängung waren so montiert, dass eine Anpassung ihrer Federspannung an die jeweilige Streckenführung ohne große Probleme möglich war. In seiner gesamten Einsatzzeit (1936–1939) gab es zahlreiche Veränderungen an der Karosserie, die besonders mit Blick auf die Aerodynamik modifiziert wurde, so dass eine Vielzahl von unterschiedlichen Karosserielinien entstand. Die stark abgerundeten Formen und die unterschiedlichen Ausführungen der seitlichen Verkleidungen zeigen das große Engagement von Maserati auf diesem Gebiet.
Die Höchstgeschwindigkeit lag je nach Strecke zwischen 210 und 230 km/h.

## Sportliche Erfolge
Die Maserati Tipo 6CM waren sehr erfolgreiche Fahrzeuge, die von 1936 bis 1939 zahlreiche Siege auf den wichtigsten Rennstrecken Europas einfuhren. Mit drei Siegen in den Jahren 1937 (Francesco Severi), 1938 (Giovanni Rocco) und 1939 (Luigi Villoresi) hält der Maserati Tipo 6CM den Rekord für die meisten Siege bei der Targa Florio – kein anderer Rennwagen gewann häufiger. Allerdings wurde die Targa Florio in dieser Zeit nicht mehr auf dem klassischen Madonie-Rundkurs auf öffentlichen Straßen quer durch Sizilien, sondern einer vergleichsweise anspruchslosen Rundstrecke im Parco della Favorita von Palermo ausgetragen. Außerdem waren die Rennen nur schwach besetzt und 1939 ausschließlich Maserati-Rennwagen am Start.

## Nachfolger
Weil der Maserati 6CM trotz anfänglicher Vorteile bei der Straßenlage gegenüber den an Motorleistung überlegenen britischen ERA-Rennwagen zunehmend ins Hintertreffen geriet, wurden schon ab 1937 einige Chassis mit dem weiterentwickelten Vierzylindermotor des Vorgängermodells ausgerüstet, die dementsprechend wieder als 4CM bezeichnet wurden. 1939 kam als Antwort auf den deutlich überlegenen Alfa Romeo Tipo 158 „Alfetta“ schließlich der mit Vierventiltechnik ausgestattete Maserati 4CL („4 Cilindri Linguette“ zur Kennzeichnung des speziellen Ventiltriebs mit wie  Schlepphebel wirkenden Stahlzungen zur Aufnahme der Seitenkraft zwischen Nockenwellen und Ventilen) mit aerodynamisch verbesserter Formgebung heraus, dessen Chassis im Wesentlichen noch auf der Konstruktion des 6CM basierte. Von einer Vierventilversion des Sechszylindermotors wurde nur ein Exemplar produziert, das später ebenfalls im Chassis eines 4CL zum Einsatz kam. Eine exakte Abgrenzung der Stückzahlen zwischen 4CM, 6CM und 4CL ist daher schwierig.
Als weitere Ableitung ist der Tipo 8CTF zu betrachten, der 1938 unter der neu eingeführten 3-Liter-Rennformel für die Grand-Prix-Klasse entwickelt wurde. Im Prinzip war es ein vergrößertes und verstärktes 6CM-Chassis zur Aufnahme eines aufgeladenen 3-Liter-Reihenachtzylinders mit 365 PS, in der Hoffnung, damit mit den überlegenen Mercedes- und Auto-Union-Fahrzeugen mithalten zu können. Während des Donington Grand Prix 1938 begutachtete Rudolf Uhlenhaut, der technische Leiter der Mercedes-Rennabteilung, einen von Luigi Villoresi für dieses Rennen eingesetzten 8CTF und zeigte sich beeindruckt.

## Maserati 6CM Chassis 1561, Bj. 1938, bei den Hockenheim Historic 2021

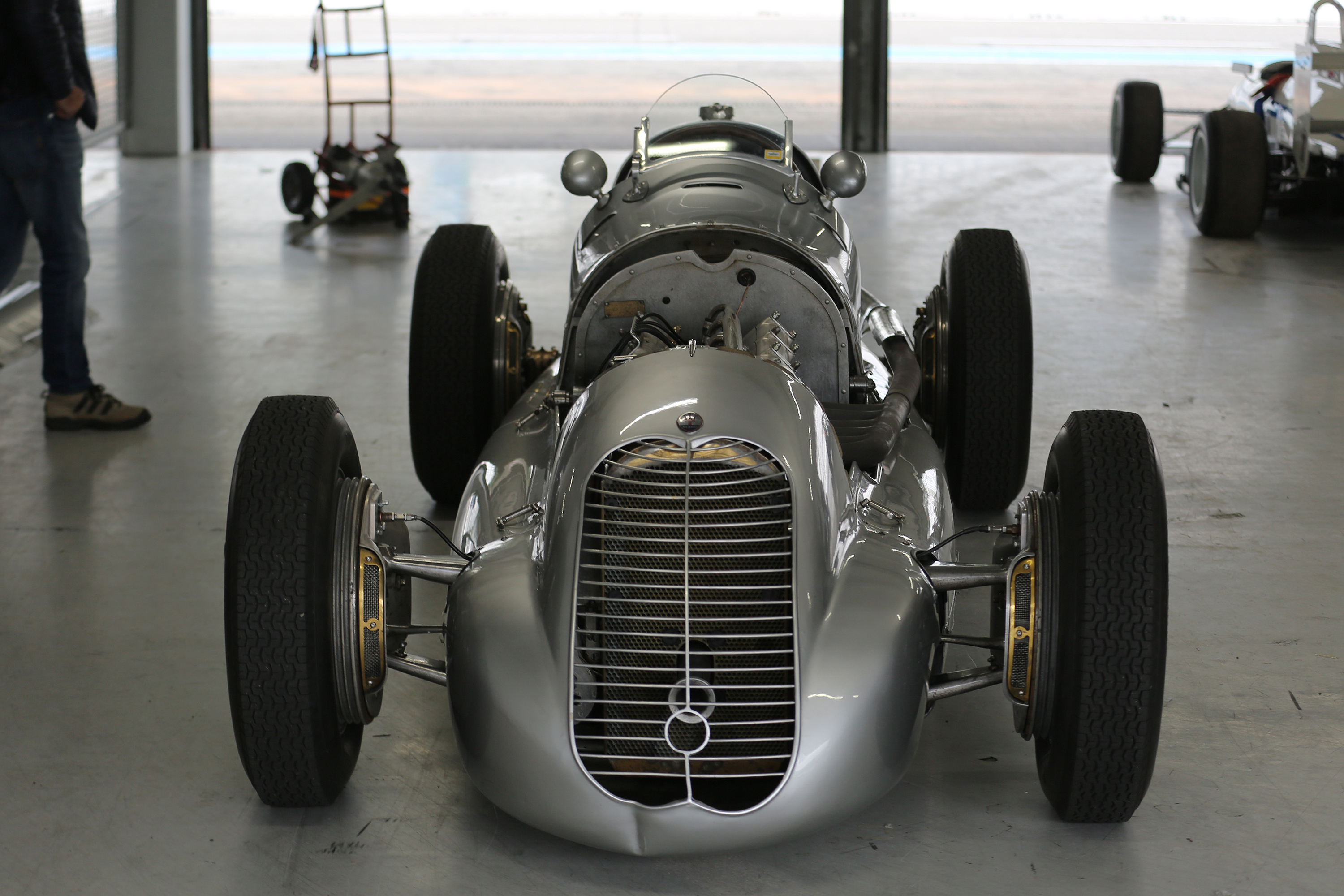
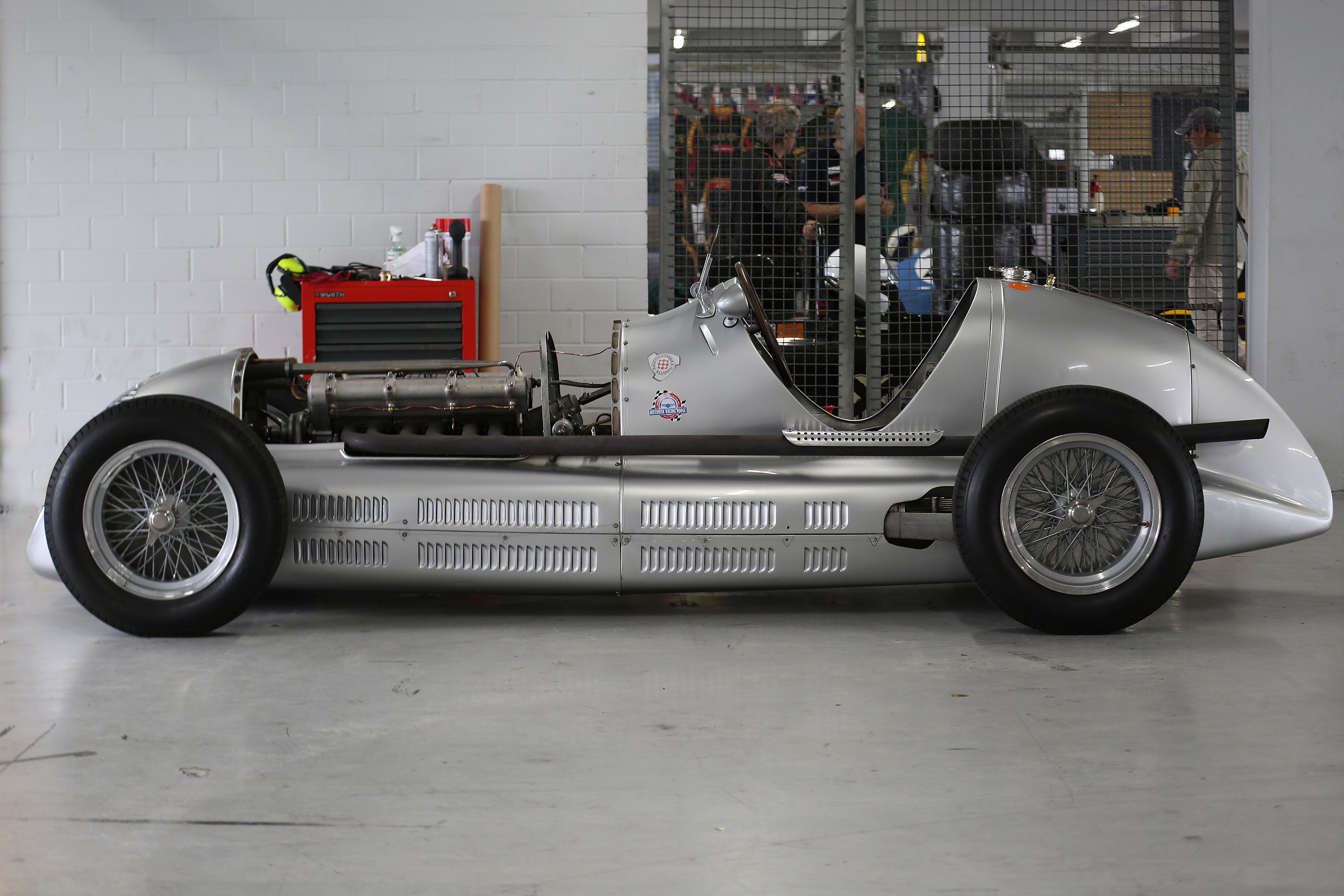
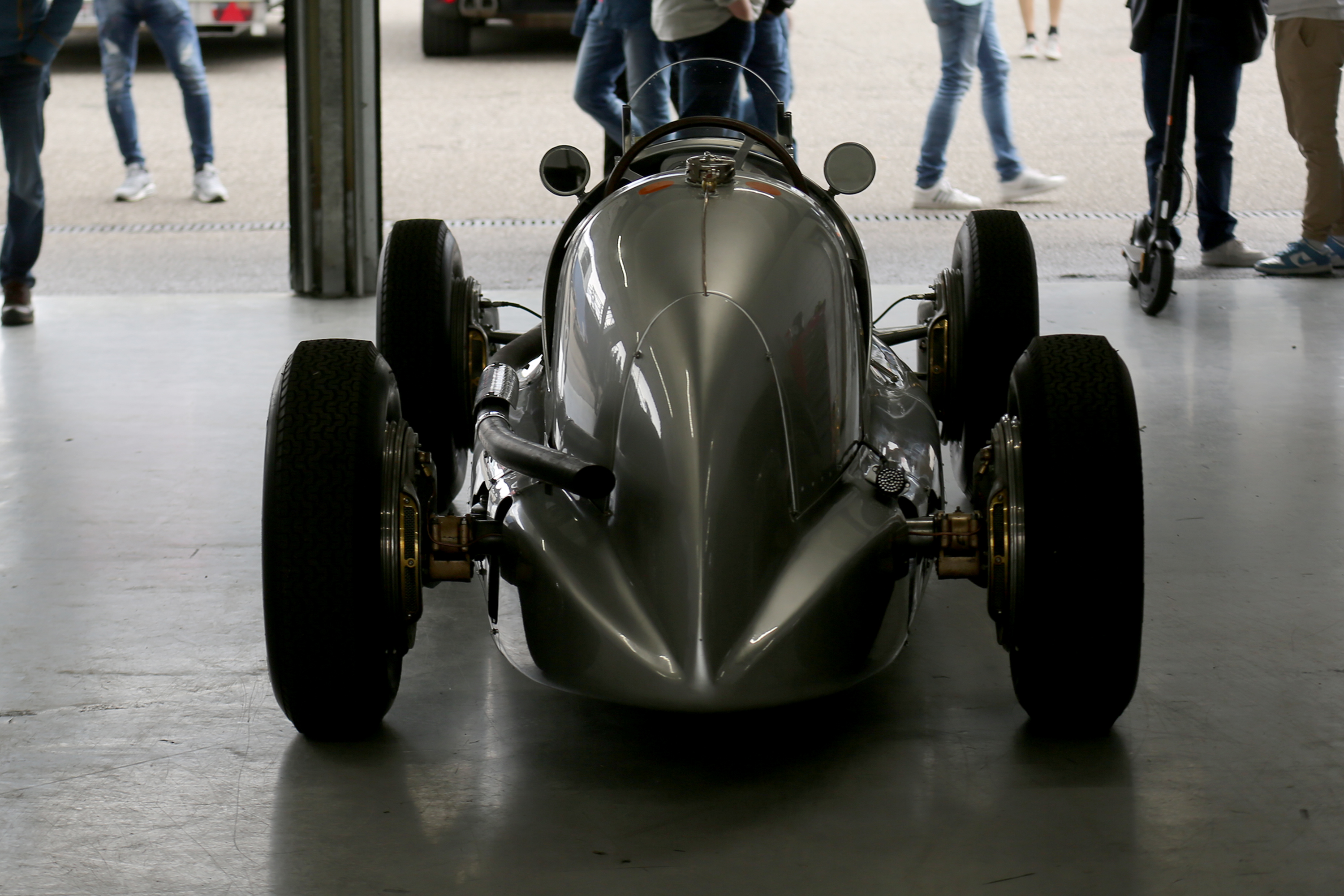
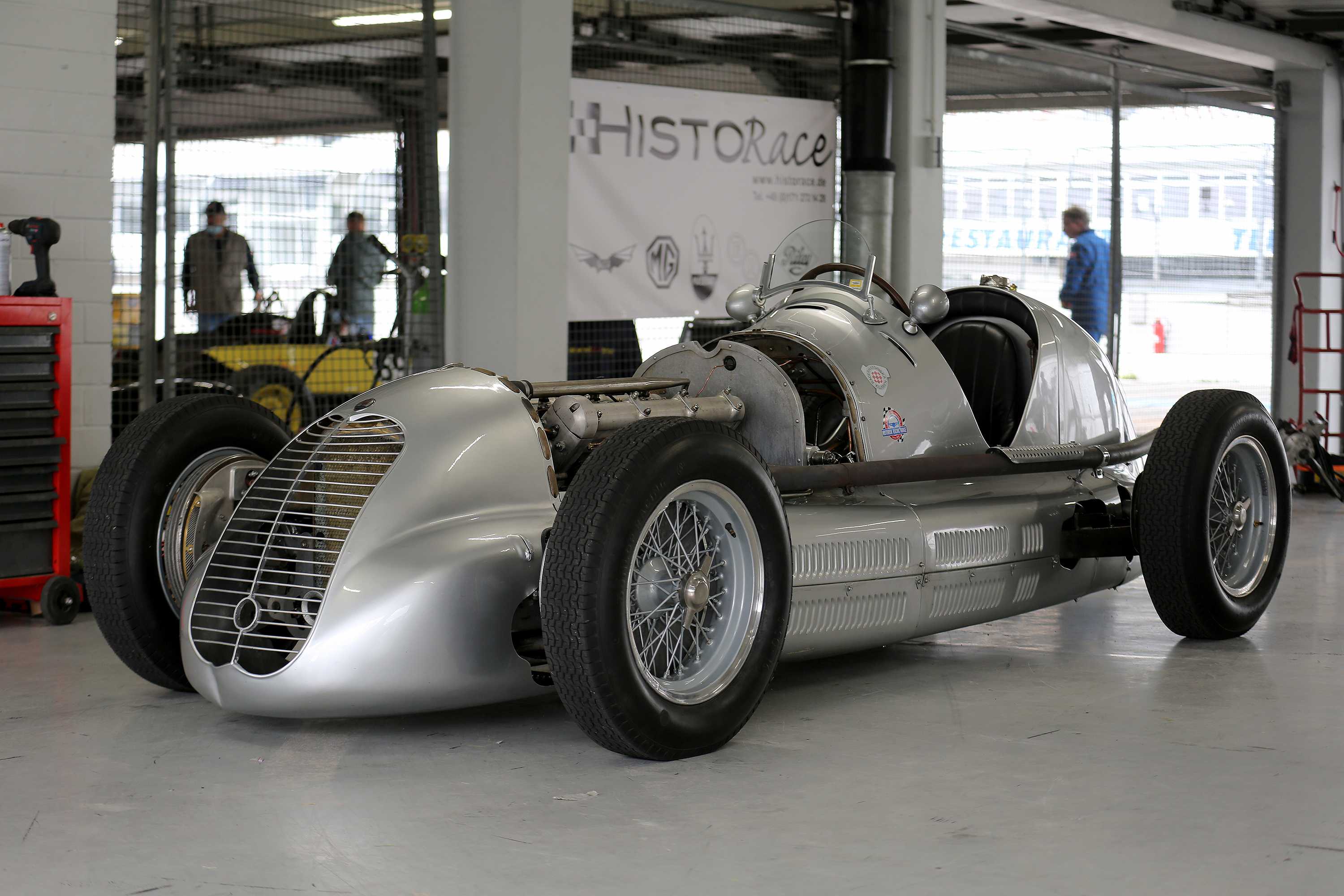

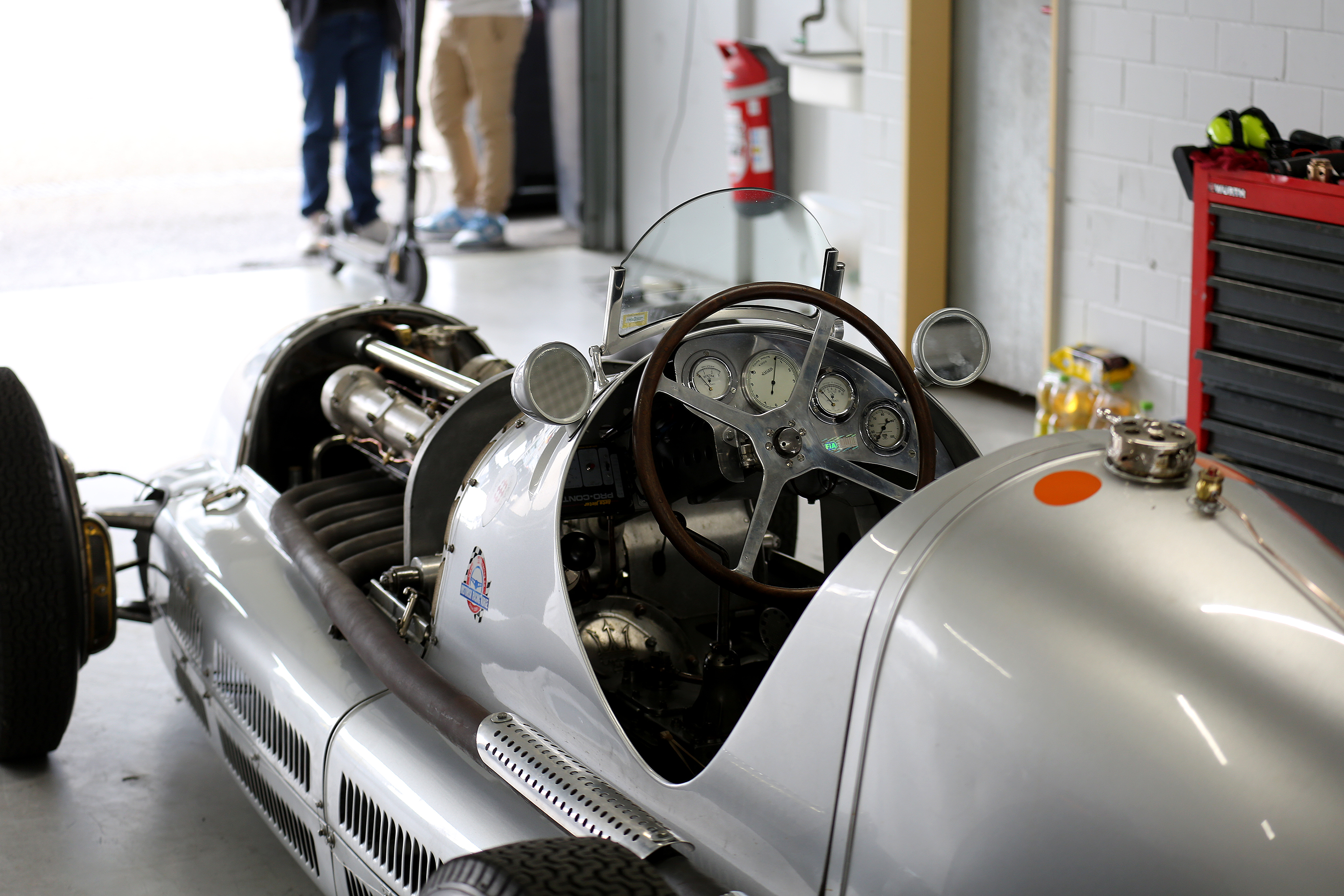
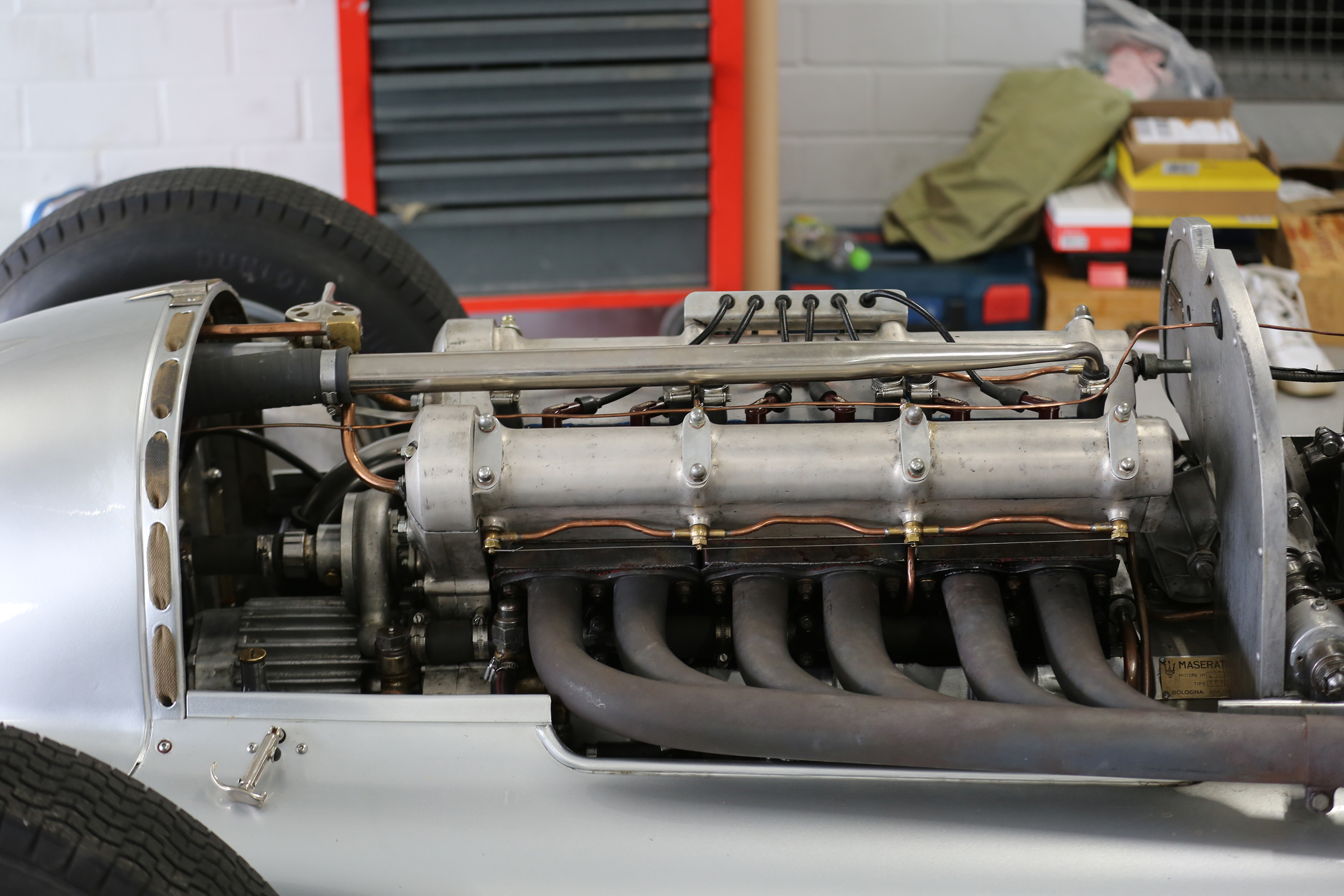
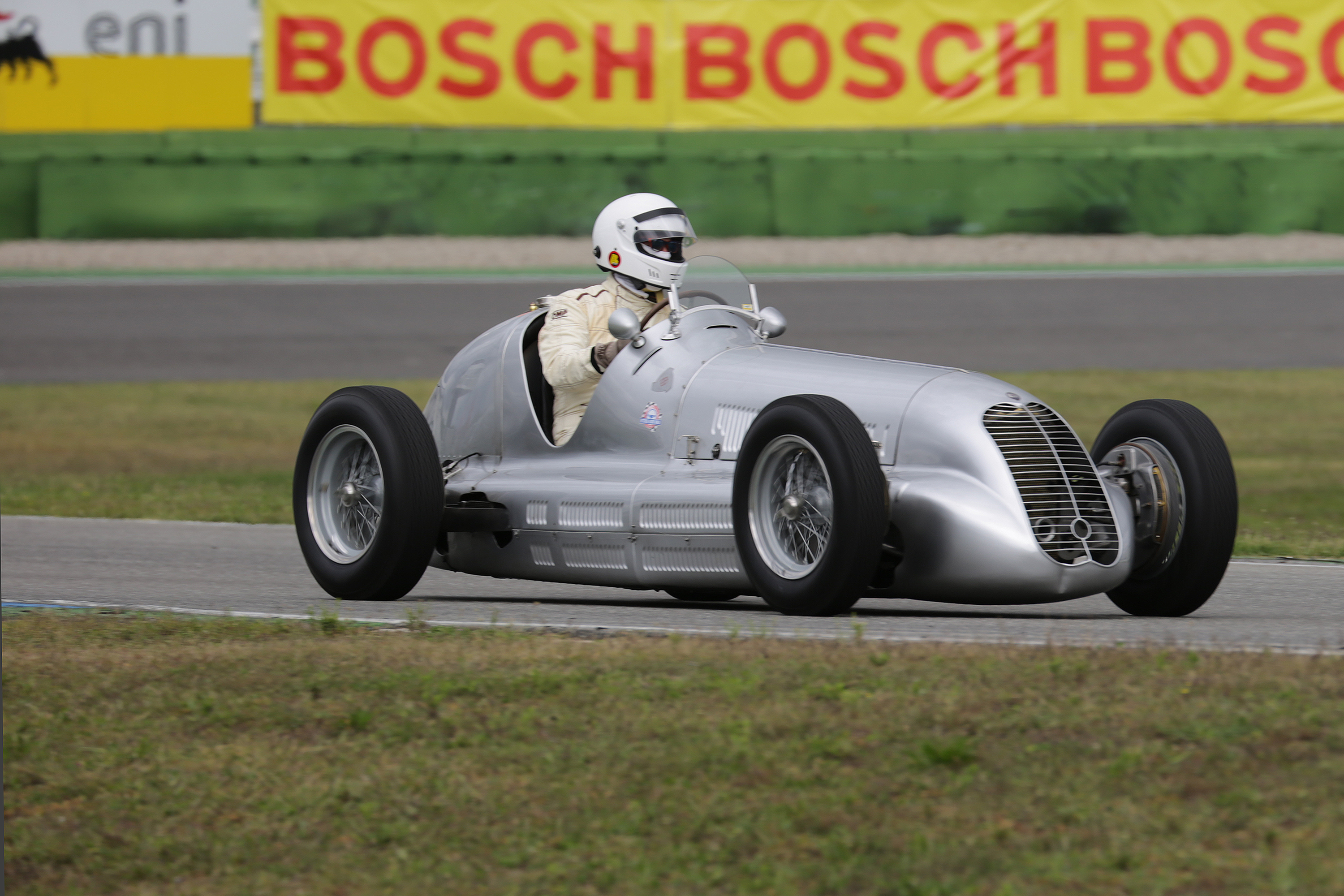
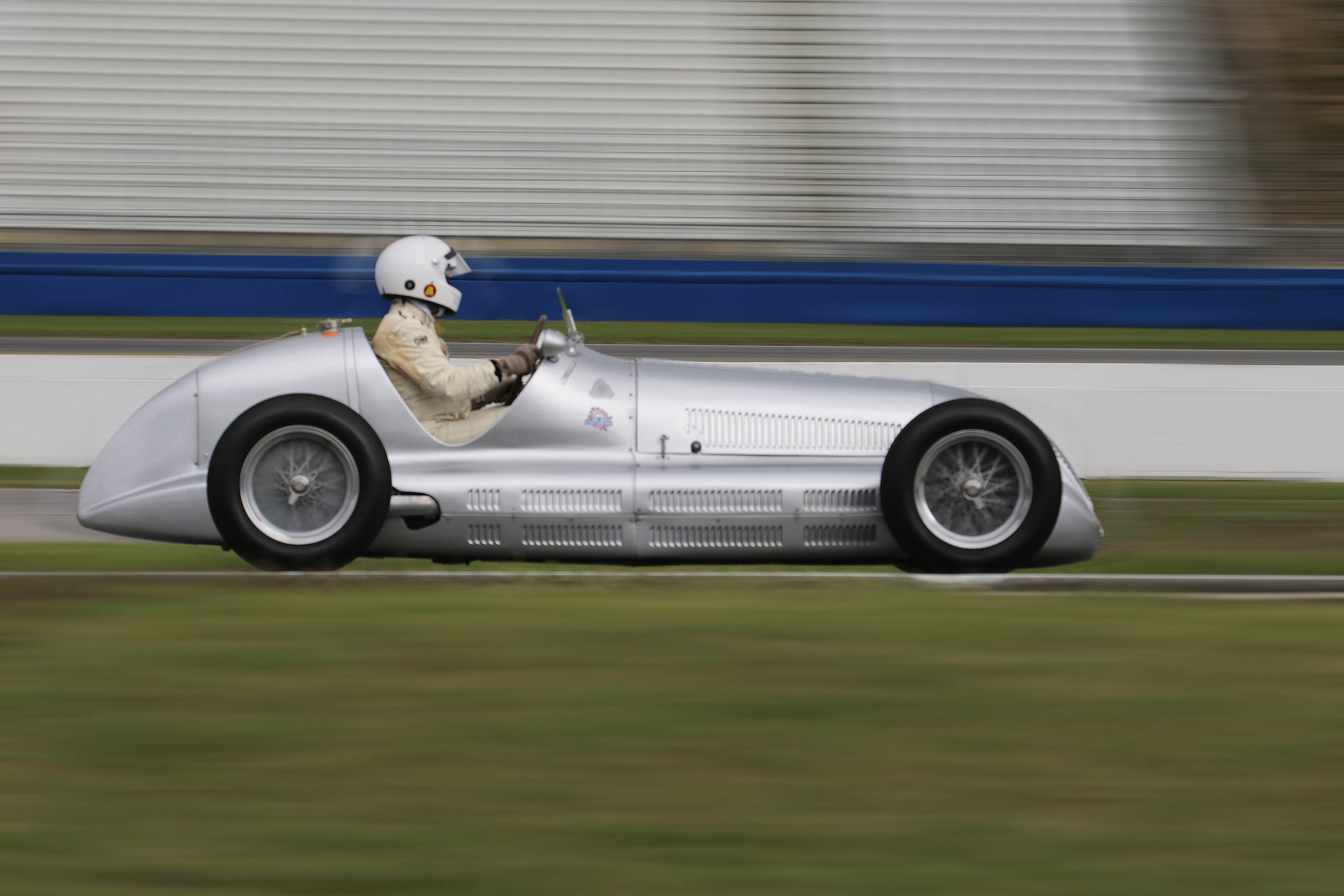

## Sonstiges
Einige Maserati 6CM erzielten bei Auktionen beachtenswerte Ergebnisse: so zum Beispiel Chassis #1540 bei der Gooding & Co. The Pebble Beach Auction (2006) 726.000 US-Dollar, Chassis #1647 beim Bonhams Goodwood Revival (2014) 606.300 Pfund Sterling und noch mal Chassis #1540 bei der Gooding & Co. The Pebble Beach Auction (2017) 1.000.000 US-Dollar.

## Technische Daten
| Maserati 6CM (Monoposto)  | Maserati 6CM (Monoposto)                                 |
| ------------------------- | -------------------------------------------------------- |
| Motor                     | 6 Zylinder, Reihe, Front, längs eingebaut                |
| Hubraum                   | 1493 cm³ (91,1 cui)                                      |
| Bohrung × Hub             | 65,0 mm (2.6 in) × 75,0 mm (3 in)                        |
| Verdichtungsverhältnis    | 6,0 : 1                                                  |
| Leistung                  | 155–175 PS bei 6200–6600/min                             |
| Ventilsteuerung           | zwei obenliegende Nockenwellen / 2 Ventile pro Zylinder  |
| Gemischaufbereitung       | Weber 55AS1 Vergaser, Roots-Gebläse                      |
| Kühlung                   | Wasser                                                   |
| Getriebe                  | 4-Gang-Getriebe, nicht synchronisiert (Hinterradantrieb) |
| Bremsen                   | Trommelbremsen                                           |
| Radaufhängung vorn        | Doppelquerlenker                                         |
| Radaufhängung hinten      | Starrachse                                               |
| Karosserie und Rahmen     | Aluminiumkarosserie auf Kastenrahmen                     |
| Radstand                  | 2490 mm                                                  |
| Spurweite vorn/hinten     | 1200 mm / 1200 mm                                        |
| Reifengröße Vorne         | –                                                        |
| Reifengröße Hinten        | –                                                        |
| Maße L × B × H            | 3720 mm × 1480 mm × 1200 mm                              |
| Leergewicht (ohne Fahrer) | 650 kg                                                   |
| Tankinhalt                | –                                                        |
| Kraftstoffverbrauch       | –                                                        |
| Höchstgeschwindigkeit     | ca. 230 km/h                                             |
| Spezifische Leistung      | 117 PS/l (86,0 kW·dm−3)                                  |
| Leistungsgewicht          | 0,27 PS·kg−1 (198,58 W·kg−1)                             |